# KS Lublinianka
Maillots
Dernière mise à jour : 30 juin 2019.
Le KS Lublinianka est un club polonais de football basé à Lublin et fondé en 1921.
Il évolue actuellement en cinquième division polonaise (IV liga) et accueille ses adversaires au stadion Lublinianki, petite enceinte de 440 places, après les avoir reçu durant plusieurs mois dans la nouvelle Arena Lublin, entre 2015 et 2016.
Son principal rival est le Motor Lublin avec lequel il se dispute le derby de Lublin.

## Historique
- 1921 : fondation du club sous le nom de Wojskowy Klub Sportowy Lublin
- 1923 : le club est renommé Klub Sportowy Lublinianka
- 1926 : le club est renommé WKS Unia Lublin
- 1944 : le club est renommé Wojskowy Klub Sportowy Lublinianka
- 1950 : le club est renommé Ogniwo Wojskowy Klub Sportowy Lublin
- 1953 : le club est renommé Garnizonowy Wojskowy Klub Sportowy Lublin
- 1954 : le club est renommé Ogniwo Lublin
- 1954 : le club est renommé WKS Lublinianka
- 2002 : le club est renommé Klub Sportowy Lublinianka Sportowa Spółka Akcyjna

Le club a passé 11 saisons en deuxième division, dont la dernière en 1995-1996.

## Palmarès
- Championnat de Pologne des -19 ans : 1938

## Joueurs
- Jero Shakpoke